# Toivo Mikael Kivimäki
Toivo Mikael Kivimäki (5 tháng 6 năm 1886 – 6 tháng 5 năm 1968), là người đứng đầu bộ phận dân luật tại Đại học Helsinki năm 1931–1956, Thủ tướng Phần Lan năm 1932–1936, và Đại sứ Phần Lan tại Berlin năm 1940–1944.